# Pseudolividae
Pseudolividae is een familie van weekdieren uit de klasse van de Gastropoda (slakken).

## Geslachten
- Luizia Douvillé, 1933
- Macron H. Adams & A. Adams, 1853
  - = Macroniscus Thiele, 1929
- Naudoliva Kilburn, 1989
- Pseudoliva Swainson, 1840
  - = Fulmentum P. Fischer, 1884
  - = Mariona G. B. Sowerby III, 1890
  - = Sylvanocochlis Melvill, 1903
- Triumphis Gray, 1857
- Zemira H. Adams & A. Adams, 1853
  - =  † Eburnopsis Tate, 1889